# خوسيه هرنانديز (لاعب كرة قدم)
خوسيه هرنانديز (بالإسبانية: Jose Hernandez)‏ (12 أبريل 1996 في المكسيك - ) هو لاعب كرة قدم مكسيكي في مركز الوسط. لعب مع ريال موناركس.

## وصلات خارجية
- خوسيه هرنانديز (لاعب كرة قدم) على موقع قاعدة بيانات كرة القدم.إي يو (الإنجليزية)